# Exotoxin

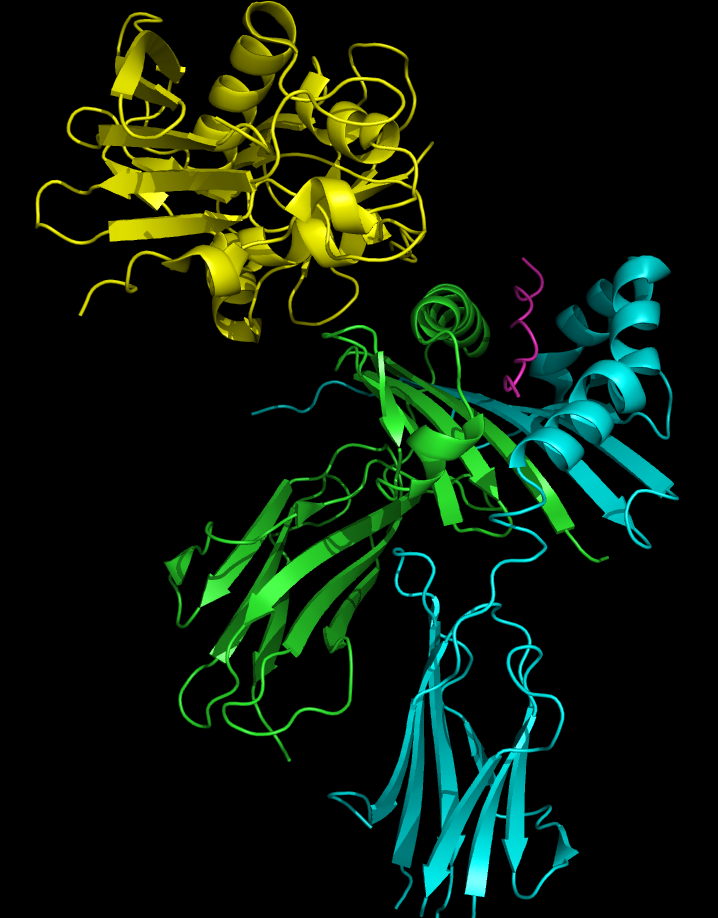
Molekula exotoxinu – superantigenu, který může způsobit až septický šok.

Exotoxiny (také toxické bakteriální proteiny nebo bakteriální toxiny) jsou toxiny vylučované mikroorganismy, například bakteriemi, houbami, řasami a prvoky, do okolního prostředí.
Exotoxiny jsou antigeny a jejich toxicita často vyvolává nepřiměřenou imunitní reakci. Jsou sice citlivé na protilátky produkované imunitním systémem, nicméně mnoho exotoxinů je tak jedovatých, že mohou být smrtelné dříve, než má imunitní systém šanci vybudovat proti nim obranu.
Exotoxiny mohou způsobovat poškození hostitele ničením jeho buněk nebo narušováním buněčného metabolismu. Jsou velmi potentní a mohou hostiteli způsobit vážná onemocnění nebo dokonce smrt. Většinu exotoxinů lze zničit vyššími teplotami.
Mezi známé exotoxiny patří botulotoxin produkovaný bakterií Clostridium botulinum nebo exotoxin bakterie Corynebacterium diphtheriae produkovaný při záškrtu.

## Dělení exotoxinů podle účinku
Jedovatost exotoxinů je v nanogramech na kilogram hmotnosti napadeného makroorganismu. Předpokladem toxicity je schopnost bakterie produkovat toxin v dostatečné koncentraci in vivo a pak aktivita toxinu in vitro v podmínkách hostitelského organismu. Zvláštní případ představují toxiny produkované mimo hostitele, zejména v potravinách (botulotoxiny, stafylokokové enterotoxiny). U nich je toxicita ovlivněna způsobem vstřebávání a rezistencí toxinu k trávicím enzymům. Exotoxiny jsou podle účinku rozděleny do dvou skupin:

### Cytolytické toxiny
Cytologické toxiny reagují s membránami eukaryotických buněk, které poškozují. Dělí se dál na několik druhů:
- fosfolipázy C a D
- toxiny vázající se na cholesterol v buněčné membráně
- toxiny působící jako povrchově aktivní látky
- toxiny vstupující do lipoproteinové dvojvrstvy

### Intracelulárně působící toxiny
Intracelulárně působící toxiny pronikajících po vazbě na specifický receptor buňky do cytoplasmy, kde ovlivňují různými mechanismy fyziologii buňky. Dělí se dál na několik druhů:
- toxiny s transferázovou aktivitou
- neurotoxiny (botulotoxin a tetanospasmin)
- komplexní toxin složený ze 3 samostatných částí (Bacillus anthracis – toxin antraxový).
- superantigeny reagují s buňkami imunitního systému a spouštějí intenzívní imunitní reakci, která může vést až k septickému šoku a následně k smrti.

## Dělení exotoxinů podle cílových orgánů
- cytotoxiny (některých druhů enterobakterií, Clostridioides difficile)
- dermonekrotoxiny (stafylokokový alfa toxin, Arcanobacterium haemolyticum)
- enterotoxiny (choleratoxin, termolabilní a termostabilní enterotoxiny Escherichia coli, stafylokokové enterotoxiny)
- hemolysiny (Tetanolysin, Listeriolysin)
- kardiotoxiny (Oxygenlabilní streptolysin)
- kapilarotoxiny (Bacillus anthracis, Arc. haemolyticum, Cor. ulcerans, Cor. pseudotuberculosis)
- leukocidiny (Staphylococcus aureus)
- neurotoxiny (botulotoxin, tetanospasmin)
- toxiny s vlastnostmi superantigenů (streptokokově pyrogenní toxiny, stafylokokový toxin toxického šoku).

## Využití v medicíně

### Vakcíny
Exotoxiny jsou používány k výrobě vakcín. Tyto vakcíny pomáhají vytvořit protilátky proti exotoxinům a vytvářejí imunologickou paměť jako ochranu před následnými infekcemi.
Široce používanou vakcínou je DPT, která se obvykle podává ve více dávkách v dětství. Vakcína DPT chrání před infekcemi pertussis, tetanu a záškrtu, které jsou způsobeny exotoxinem produkovaným bakteriemi Bordetella pertussis, Clostridium tetani a Corynebacterium diphtheriae. Účinné očkovací plány snížily velmi významně úmrtnost spojenou s těmito infekcemi.

### Léčba rakoviny
Rakovinné buňky mohou být eliminovány bez zničení normálních buněk, ke kterému dochází při chemoterapii nebo ozáření. Tuto možnost nabízejí exotoxiny, které jsou zaměřeny na určité buňky. Stále pokračuje testování ke zlepšení klinické účinnosti léčby pomocí rekombinantních exotoxinů. Několik verzí rekombinantního exotoxinu A, vylučovaného Pseudomonasem aeruginosou, vstoupilo do klinických studií pro využití proti růstu nádoru.